# Madlangempisi (Ort)
Koordinaten: 26° 5′ S, 31° 33′ O
Madlangempisi ist der Hauptort des Inkhundla Madlangempisi in Eswatini. Er liegt im Norden des Landes und gehört zur Region Hhohho. Der Ort liegt etwa 380 Meter über dem Meeresspiegel am rechten Ufer des Flusses Komati.

## Geographie
Madlangempisi liegt südöstlich des Komati an der Fernstraße MR5, die von Süden kommend auch durch das benachbarte Bhalekane verläuft und weiter nach Nordosten durch Nkambeni und in die Region Lubombo.
In der Umgebung wird intensiv Bewässerungsfeldbau betrieben.